# برگری باب
برگری باب (به انگلیسی: Bob's Burgers) مجموعه پویانمایی کمدی تلویزیونی است که توسط لرن بوچارد ساخته شده و از شبکه تلویزیونی فاکس پخش می‌شود. داستان مجموعه حول خانواده‌ای خیالی که یک رستوران برگر فروشی را اداره می‌کنند می‌چرخد. این نمایش برای فصل دوازدهمین و سیزدهمین تمدید شده‌است. علاوه بر این یک فیلم سینمایی نیز در ۲۷ مهٔ ۲۰۲۲ منتشر شد.

## بازیگران
- اچ. جان بنجامین در نقش باب بلچر
- جان رابرتز در نقش لیندا بلچر
- دن مینتز در نقش تینا بلچر
- یوجین میرمن در نقش جین بلچر
- کریستن شال در نقش لوئیز بلچر
- لری مورفی در نقش تدی